# Werner von der Schulenburg (Statthalter)

Werner von der Schulenburg als Nebenfigur der Gruppe um Kurfürst Albrecht Achilles von Brandenburg an der Siegesallee in Berlin-Tiergarten (angefertigt und aufgestellt zwischen 1899 und 1901, heute im Lapidarium aufbewahrt und teilweise beschädigt)

Werner von der Schulenburg (* vor dem 20. April 1460; † vor dem 12. August 1515 in Stettin) war ein Staatsmann in pommerschen und brandenburgischen Diensten.

## Leben
Werner von der Schulenburg entstammte der sogenannten Schwarzen Linie des altmärkischen Adelsgeschlechtes von der Schulenburg. Über seine Kindheit und Jugend ist nichts bekannt. Er war – entgegen der Angabe in der ADB – am 29. September 1460 noch in unmündigem Alter, am 12. April 1463 dagegen bereits mündig.
Kurfürst Friedrich II. von Brandenburg soll ihn als einen seiner tapfersten Vasallen bezeichnet haben. Während eines Krieges zwischen Pommern und Brandenburg wurde er 1468 von Friedrich II. zum Befehlshaber der eroberten Stadt Gartz an der Oder ernannt. 1472 kam es zum Friedensschluss von Prenzlau und Werner von der Schulenburg erhielt Burg Löcknitz zur Bestreitung seiner Kosten.
1477 wurde Gartz mittels einer List durch pommersche Truppen zurückerobert. Werner von der Schulenburg musste sich den Angreifern ergeben. Im folgenden Jahr kam es zum Gegenangriff der Brandenburger unter dem Kurfürsten Albrecht I. Achilles. Der pommersche Herzog Bogislaw X. sah sich zum Friedensschluss genötigt, der 1479 unter der Vermittlung Werners von der Schulenburg erfolgte. Dabei gewann er das Vertrauen des Herzogs, der ihn zum Hauptmann des Landes Stettin ernannte und mit der Burg und der Stadt Penkun belehnte. Gleichzeitig wurde er vom Kurfürsten zum Hofmeister ernannt und mit Löcknitz belehnt.
Es gelang ihm, für die Erhaltung des Friedens zwischen Brandenburg und Pommern zu wirken. Gemeinsam mit dem Kanzler Georg Kleist arbeitete er an der Neuordnung des Finanz- und Gerichtswesens in Pommern und ging gegen Straßenräuber vor. Während der Pilgerfahrt des Herzogs im Jahre 1496 nach Palästina wurde ihm die Verwaltung Pommerns übertragen. Nach der Rückkehr des Herzogs kam es zwischen Bogislaw X. und Werner von der Schulenburg zu Auseinandersetzungen, da Werner nicht mit der Einführung des durch Bogislaw X. propagierten Römischen Rechts in Pommern einverstanden war, in deren Folge sich Werner von der Schulenburg nach Löcknitz zurückzog. Er übernahm jedoch weiter Aufgaben für den Herzog. So vermittelte er 1503 im Streit zwischen Bogislaw X. und der Stadt Stettin sowie 1504 im Streit Bogislaw X. mit Stralsund. Als Diplomat wurde er danach mehrfach eingesetzt, so war er 1514 am Hof des Königs Sigismund I. von Polen.
Sein Todesjahr ist nicht ganz sicher. Julius Heidemann schrieb in der Allgemeinen Deutschen Biographie 1891, dass er zuletzt in einer Urkunde des Jahres 1517 erschien und er 1519 starb. Demgegenüber gibt der Genealoge Georg Schmidt 1899 an: „Er starb 1515 (nach allen genealog. Berichten 1519, aber seine 3 Söhne werden nach Absterben ihres Vaters 12.8.1515 belehnt) zu Stettin, wo er auch zu St. Otten beerdigt ward.“ Auch Uta Lehnert schrieb: „Er starb 1515, nicht 1519, wie oft behauptet.“

## Büste in der Siegesallee
Für die ehemalige Berliner Siegesallee gestaltete der Bildhauer Otto Lessing eine marmorne Büste Schulenburgs als Seitenfigur der Denkmalgruppe 17 zu dem zentralen Standbild für den Kurfürsten Albrecht Achilles, enthüllt am 28. August 1900. Die Büste zeigt Schulenburg als jungen Mann im kriegerischen Kostüm und mit der Kette des Schwanenordens.